# Windermere Island
Windermere Island är en ö i Bahamas.   Den ligger i distriktet Central Eleuthera District, i den östra delen av landet, 120 km öster om huvudstaden Nassau.